# الشعراء (الباحة)
الشَّعْرَاء بلدة سعودية تقع شمال محافظة قلوة وتبعد عنها 30 كم تقريبا، وهي إحدى المراكز التابعة إداريا لمحافظة قلوة، وسكانها من قبيلة زهران.